# 피그말리온 (영화)
《피그말리온》(Pygmalion)은 영국에서 제작된 레슬리 하워드 감독의 1938년 코미디, 멜로/로맨스 영화이다. 조지 버나드 쇼의 동명의 희극 《피그말리온》에 기반을 둔다. 레슬리 하워드 등이 주연으로 출연하였고 가브리엘 파스칼 등이 제작에 참여하였다.

## 출연

### 주연
- 레슬리 하워드
- 웬디 힐러

### 조연
- 윌프리드 로우슨
- 진 카델
- 에버리 그레그
- 로인 맥그라스
- 아이린 브라운
- 캐슬린 네스비트
- O.B. 클라렌스
- 월리 패치
- H.F. 맬트비
- 아이버 바나드
- 프랭크 앳킨슨

## 기타
- 원작자: 조지 버나드 쇼
- 미술: 존 브라이언